# Novembre 1970

## Évènements
- Les Alouettes de Montréal remportent la Coupe Grey contre les Stampeders de Calgary.
- 1er novembre, France : incendie du 5-7, dancing situé à Saint-Laurent-du-Pont, les issues de secours sont bloquées, 146 jeunes gens de moins de 25 ans, périssent dans cette catastrophe.
- 4 novembre : Salvador Allende entre en fonction comme président du Chili. Son gouvernement de coalition de l’Unité populaire (UP), composé de divers partis de gauche, engage immédiatement des réformes sociales importantes. Des relations diplomatiques sont rétablies avec Cuba (le jour même de l’investiture), la Chine, la RDA et le Nord Viêt Nam.
- 7 - 13 novembre : le cyclone de Bhola fait plus de 500 000 morts au Pakistan oriental.
- 8 novembre à Changsha Ni Chih-Chin bat le record du monde du saut en hauteur avec 2,29 m mais cet exploit n'a jamais été ratifié car la Chine ne faisait pas partie de l'IAAF à l'époque.
- 9 novembre, France : mort du général Charles de Gaulle à Colombey-les-Deux-Églises.
- 13 novembre : Hafez el-Assad, membre du Parti Baas et ancien pilote de chasse, prend le pouvoir en Syrie par la force. Il devient premier ministre et secrétaire général du Parti Baas. Ses principaux adversaires sont arrêtés ou exilés. La police politique est épurée et le nouveau régime mène une politique de libéralisation politique.
- 15 novembre, France : censure de Hara-Kiri, qui lance Charlie Hebdo.
- 22 novembre : débarquement en Guinée 350 mercenaires dont 200 Portugais et une centaine d’opposants guinéens pour renverser le régime de Ahmed Sékou Touré[1].
- 11 novembre, États-Unis : fin de la grève à la General Motors
- 20 novembre, France : états généraux de la femme à Versailles, organisés par Elle ; trois jours de débats.
- 25 novembre, Japon : Prise d'otage au Ministère de la Défense par le Tatenokai. Le chef de la milice et écrivain Yukio Mishima prononce un discours devant les soldats, afin de les convaincre de restaurer le pouvoir impérial, en vain. Il se suicide peu après par seppuku.
- 25 novembre, Pologne : Chaban-Delmas arrive à Varsovie pour une visite officielle de trois jours.
- 25 novembre, Iran : Première étape du voyage du Pape Paul VI ; 50 000 km en dix jours en Asie et en Océanie.
- 25 novembre, France : Servan-Schreiber molesté à Angers par un commando de droite.
- 30 novembre, France : Grève de quarante-huit heures des professeurs du secondaire
- 30 novembre, France : Prix Femina à François Nourissier pour la Crève
- 20 novembre, ONU : Pour la première fois, majorité simple en faveur de l'admission de Pékin à l'ONU : 51 voix pour, 49 contre, mais la majorité requise était celle des 2/3.
- 12 novembre, URSS : L'écrivain Andrei Amalrik, auteur de L'Union soviétique survivra-t-elle jusqu'en 1984, est condamné à trois ans d'internement dans un camp de travail.
- 21 novembre, Espagne : Conflit ouvert entre l'Église et le gouvernement ; deux évêques demandent que les opposants basques soient jugés par un tribunal civil.
- 15 novembre, Brésil : 50 % de bulletins blancs ou nuls aux élections législatives. Montée de l'opposition.